# Tibolth Mihály
Kocsobai Tibolth Mihály (Szombathely, 1765. április 26. – 1833. április 5.) gróf Széchenyi Lajos meghatalmazottja, a Széchenyi család levéltárnoka, táblabíró.

## Élete
Nemes szülők gyermeke. 1788-ban gróf Széchényi Ferenc idősebb fiának, Lajosnak a nevelője lett. Követi titkárja volt gróf Széchényi Ferencnek, akit Szicíliába is követett; főfoglalkozása volt a Magyarországra vonatkozó könyvek és egyéb régiségek gyűjtése; a nevelés befejezése után Sopron és Somogy megyék táblabírája lett. Ő szerkesztette az Országos Széchényi Könyvtár első nyomtatott katalógusait.